# Biserica „Toți Sfinții” din Buciumeni
Biserica „Toți Sfinții” este o biserică amplasată în Buciumeni, raionul Ungheni, Republica Moldova. Este un monument arhitectural de importanță națională inclus în Registrul monumentelor Republicii Moldova ocrotite de stat cu nr. 1593 (raionul Ungheni). Datează din 1842.